# Karol Badecki

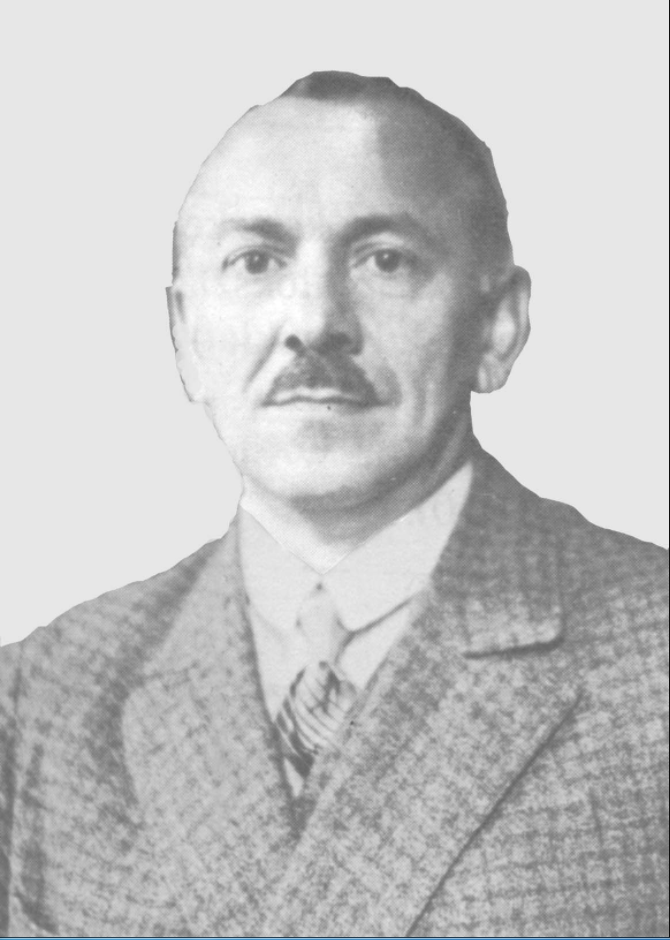
Karol Badecki

Karol Józef Badecki (* 28. Januar 1886 in Lwów; † 10. Februar 1953 in Krakau) war ein polnischer Literaturhistoriker, Bibliograf und Archivar. In seinen wissenschaftlichen Untersuchungen beschäftigte er sich insbesondere mit der weltlichen polnischen Literatur des 17. Jahrhunderts.

## Leben
Badecki besuchte das Gymnasium in Lwów und legte 1904 das Abitur ab. Anschließend studierte er bis 1909 Literaturgeschichte an der Universität Lwów. Nach seinem Studium arbeitete er von 1910 bis 1914 als Gymnasiallehrer in Lwów. Daneben promovierte er 1912 mit der Arbeit Jan Rybiński, poeta polski z XVI w. Żywot i dzieła. Z przydaniem wiadomości o innych Rybińskich. Nach seiner Lehrertätigkeit arbeitete er von 1914 bis 1939 im Archiwum Akt Dawnych der Stadt Lwów und wurde 1937 dessen Direktor sowie des Historischen Museums in Lwów. 1928 veröffentlichte er Wasserzeichen in Büchern des Archivs aus dem Zeitraum 1382 bis 1600. In das Towarzystwo Naukowe we Lwowie (Wissenschaftsgesellschaft in Lemberg) wurde er 1922 aufgenommen. An der Johann-Kasimir-Universität habilitierte er 1937.
Während des Zweiten Weltkrieges verblieb er in Lwów und arbeitete während der Sowjetischen und dann Deutschen Besetzung im Archiwum Akt Dawnych. Nach dem Einmarsch der Roten Armee arbeitete er von August 1944 bis Juni 1945 in der Universitätsbibliothek.
Im Rahmen der Zwangsumsiedlung von Polen aus den ehemaligen polnischen Ostgebieten 1944–1946  kam Badecki nach Krakau, wo er in der Jagiellonische Bibliothek eingestellt wurde. In das Towarzystwo Naukowe Warszawskie wurde 1945 als Korrespondenzmitglied aufgenommen. Ab 1946 gab er Vorlesung zur Archivkunde und Bibliothekswissenschaft an der Jagiellonen-Universität und wurde dort 1948 Professor. Von April 1949 bis April 1950 wurde er als Direktor der Bibliothek des Ossolineums in Breslau berufen. In dieser Zeit war er Mitglied des Wrocławskie Towarzystwo Naukowe. Anschließend kehrte er nach Krakau zurück und übernahm die Leitung der Abteilung für Alte Drucke an der Jagiellonischen Bibliothek.

## Publikationen
- Literatura mieszczańska w Polsce XVII wieku. Monografia bibliograficzna, 1925
- Nieodszukane pierwodruki literatury mieszczańskiej w Polsce XVII, 1926
- Program pierwszego zbiorowego wydania literatury mieszczańskiej XVII, 1926

## Herausgeberschaft
- Jan Dzwonowski: Pisma (1608–1625), 1910
- Walna wyprawa do Wołoch ministrów na wojnę (1617), 1910
- Piotr Zbylitowski: Przygana wymyślnym strojem białogłowskim (1600 r.), 1910
- Marancya. Komedia lwowska z początku XVII stulecia, 1927
- Polska komedia rybałtowska. Pierwsze zbiorowe i krytyczne wydanie, 1931
- Studia lwowskie, 1932
- Polska liryka mieszczańska. Pieśni, tańce, padwany. Pierwsze zbiorowe i krytyczne wydanie, 1936
- Polska fraszka mieszczańska. Minucje sowiźrzalskie. Pierwsze wydanie zbiorowe, 1948
- Polska satyra mieszczańska. Nowiny sowiźrzalskie. Pierwsze wydanie zbiorowe, 1950

## Auszeichnungen
- Offizierskreuz Polonia Restituta